# Francisco Ximénez
Francisco Ximénez (* 23. November 1666 in Sevilla; † 1721) war ein spanischer Dominikaner und Historiker.
In Sevilla geboren, kam er 1687 in Guatemala (damals Teil des Vizekönigreiches Neuspanien) an. Er erlernte daraufhin die Maya-Sprachen Quiché, Kakchikel und Tzutuhil. Während eines Aufenthaltes in Chichicastenango im Jahr 1702 wurde er von einer Gruppe ortsansässiger Indianer über die Existenz eines heiligen Buches der Quiché, des Popol Vuh, unterrichtet, das sich unter dem Altar des Tempels von Chichicastenango befand. Anstatt das Buch zu zerstören, entschloss er sich, es ins Spanische zu übersetzen, um es der Nachwelt zu erhalten.
Francisco Ximénez ist zudem Autor eines Werkes zur Regionalgeschichte, der Historia de la Provincia de San Vicente de Chiapa y Guatemala de la Orden de predicadores. Ximénez starb 1721 in Spanien.